# Sara Gordan
Sara Gordan, född 1972, är en svensk författare och översättare.

## Biografi
Sara Gordan debuterade 2006 med den prosalyriska boken En barnberättelse, en mörk, erotisk kärleksberättelse med Paris som bakgrund, delvis inspirerad av prosadiktsamlingen Ordgränser (1968) av Birgitta Trotzig. 2009 kom den surrealistiskt inspirerade Uppställning med albatross, en infallsrik lek med automatiskt skrift där Titanics skeppsbrott, Jules Vernes En världsomsegling under havet och filmen Himmel över Berlin av Wim Wenders är några av många referenser. 2013 gav Gordan ut sin första roman Martin Andersson – Ett skuggspel. Karaktären Martin Andersson möter här den döde och kraftigt försupne 10-talsförfattaren Hjalmar Bergman. 
I sin fjärde bok, Natten, från 2022, berättar Gordan om en mamma som söker efter sin diabetessjuka tonårsdotter i natten. En delvis autofiktiv roman om föräldraskap, oro, sjukdom och skrivande som belönades med Svenska Dagbladets litteraturpris och Tidningen Vi:s litteraturpris 2022.
Vid sidan av sitt författarskap är Gordan verksam som översättare från franska. Tillsammans med docent Kerstin Munck har hon översatt ett antal av Hélène Cixous verk, bland andra Medusas skratt, Inuti, Bilder av Dora och Från Osnabrücks station till Jerusalem, den feministiska poetiken Medusas skratt och, på egen hand, Cixous poetiska självbiografi Att komma till skriften. 
Gordan har även översatt verk av Michel Houellebecq, Laurent Binet, David Foenkinos och Valérie Perrin. 
Gordan arbetade i flera år som frilansande litteraturkritiker för Dagens Nyheter och är sedan 2010 verksam som lärare på Biskops-Arnös författarskola. Gordan har även suttit i styrelsen för Sveriges författarförbund och Svenska PEN.
Hon är bosatt i Enskede med man och tre barn.

## Priser och utmärkelser
- 2022 – Svenska Dagbladets litteraturpris (för boken Natten)[5]
- 2022 – Tidningen Vi:s litteraturpris (för boken Natten)[3]
- 2023 – Sigtunastiftelsens författarstipendium
- 2023 – Karl Vennbergs pris